# Dimaš Kudajbergen
Dimaš Kudajbergen, rozený Dinmuchammed Kanatuly Kudajbergen (zkráceně Dimaš či Dimash, anglickým přepisem Dimash Qudaibergen; * 24. května 1994 Aktobe) je kazašský zpěvák, skladatel a multiinstrumentalista. Vystudoval klasickou i současnou hudbu a je známý mimořádně širokým hlasovým rozsahem. Zpívá ve dvanácti různých jazycích. V roce 2016, tedy ve 22 letech, mu bylo nabídnuto místo v opeře v Astaně, nicméně se rozhodl vybudovat si profesionální kariéru v moderní hudbě, kde kombinuje prvky hudby klasické a tradiční kazašské s hudbou populární (styl crossover).
V roce 2015 se stal vítězem Grand Prix Slovanském bazaru ve Vitebsku v Bělorusku a toto vítězství mu získalo velkou popularitu v Kazachstánu i dalších postsovětských zemích. V Číně se proslavil účastí v pořadu Singer 2017 na Hunan TV, kam byl pozván „na divokou kartu“. Zde skončil celkově druhý.

## Dětství
Dinmukhamed („Dimash“) Kanatuly Qudaibergen se narodil 24. května 1994 v Aktobe. Jeho otec Kanat Qudaibergenuly Aitbayev vystudoval filologii na fakultě kazašské literatury, zabýval se duchovním dědictvím kazašské hudby a produkcí a vedl regionální radu pro kulturní rozvoj v Aktobe. V současné době je ředitelem společnosti Dimash Ali Creative Center, která se zabývá produkcí tvorby Dimashe. Matka Světlana Aitbayeva je sopranistkou v Aktobe Philharmonic Society, členkou Stálého výboru pro sociální a kulturní rozvoj a uměleckou ředitelkou dětského studia Saz v regionu Aktobe.
Qudaibergen začal hrát na klavír a zpívat již v útlém věku. Byl vychován svými prarodiči, což je tradiční kazašský zvyk. Od malička se zajímal o hudební nástroje a vše, co je spojeno s produkcí hudby, v čemž se mu dostalo maximální podpory celé jeho rodiny. Jeho rodiče i učitel hudby si všimli, že má absolutní sluch. V pěti letech začal chodit na hodiny klavíru a zpěvu do místní dětské hudební školy. Dimash poprvé zpíval na jevišti ve stejném roce, ve věku pěti let. V šesti letech, v roce 2000, vyhrál národní klavírní soutěž Aynalayin.

## Vzdělání
V pěti letech začal Dimash chodit na hodiny klavíru a zpěvu do dětského studia Akhmeta Žubanova. Později navštěvoval gymnázium č. 32 v Aktobe. V roce 2009 dokončil mistrovskou třídu Broadway Musical. Následně pak v roce 2014 absolvoval studium klasické hudby, obor zpěv (Bel Canto) na hudebním institutu Univerzity K. Žubanova v Aktobe. Studium současné hudby (jazz, pop) zahájil na kazašské Národní univerzitě umění v Astaně, kde 27. června 2018 absolvoval obor zpěv. Dne 18. června 2020 absolvoval stejnou univerzitu magisterský obor kompozice a obhájil diplomovou práci se skvělým hodnocením. Dostal i doporučení pro přijetí k doktorskému studiu hudby, které v září 2020 zahájil.
Dimash hraje na šest nástrojů, klavír a klávesy, dombra, bicí, kytaru, marimbu a bajan. Vystupuje ve 12 různých jazycích, kazašsky, rusky, anglicky, mandarínsky, italsky, francouzsky, španělsky, německy, srbsky, turecky, ukrajinsky a kyrgyzsky.

## Kariéra

### 2010 - 2014: Začátek kariéry
Od roku 2010 do roku 2013 se Dimash zúčastnil čtyř významných pěveckých soutěží. Byly to soutěže v Kazachstánu (Sonorous Voices of Baikonur v roce 2010 a Zhas Kanat v roce 2012), na Ukrajině (Východní Bazar v roce 2012) a Kyrgyzstánu (Meikin Asia v roce 2013). Všechny tyto soutěže vyhrál. Díky vítězství v prestižní národní soutěži Zhas Kanat v roce 2012 získal Dimash poprvé velkou pozornost kazašských celostátních médií. Tuto třídenní pěveckou soutěž vyhrál s celkovým hodnocením poroty 180 ze 180 bodů; bylo to poprvé v historii soutěže. Téhož roku vydal svou první autorskou skladbu - píseň Jsi jak květy (Körkemim / My beauty). V roce 2013 byl pozván, aby vystoupil jako host na Türkçevizyon Gala Night v tureckém Denizli. V prosinci 2014 byl Dimash Kudaibergen oceněn jako laureát Státní ceny mládeže Daryn.

### 2015 - 2016: Slovanský bazar, skladbaNezapomenutelný den(Umıtılmas kün/Unforgettable day)
Po ukončení studia vystupuje Dimash v různých evropských a asijských zemích. V roce 2015 byl pozván k účasti na mezinárodní soutěži pro uznávané zpěváky Slovanský Bazar (Slavic Bazaar) ve Vitebsku v Bělorusku poté, co ho jeden z organizátorů viděl živě vystupovat v Kazachstánu. Qudaibergen vyhrál Grand Prix 13. července 2015 s výsledkem 175 bodů ze 180. Během tří dnů soutěže byl jasným favoritem poroty i publika. Díky originálnímu provedení ruské populární písně Valerije Meladze Zase fičí (Opyat' Metel' / Blizzard Again) a francouzské písni Daniela Balavoine SOS d'un terrien en détresse (S.O.S od pozemšťana v nouzi) získal uznání poroty a mezinárodních médií. Ve finále soutěže předseda poroty Polad Bülbüloğlu řekl, že Dimash Qudaibergen při zpěvu vystřídal tři různé hlasové polohy a všechny profesionálně využil.
Po vítězství na Slovanském bazaru (Slavic Bazaar) se Dimash pravidelně objevoval v národních televizních pořadech a na veřejných akcích. Vystupoval na Expu 2015 v italském Miláně; na divadelním představení Mangilik El věnovaném 550. výročí kazašského chanátu; na Mezinárodním filmovém festivalu Eurasia 2015 v Almaty a zpíval na koncertě v opeře v Astaně, kterého se zúčastnil čínský prezident Si Ťin-pching. Svou druhou vlastní skladbu Nezapomenutelný den (Umıtılmas kün / Unforgettable Day) vydal v srpnu 2015; tato píseň se následně stala velmi populární. V říjnu 2015 byl vybrán, aby reprezentoval Kazachstán na 2015 ABU TV Song Festival v tureckém Istanbulu. Dimash zde zpíval Daididau a získal standing ovation. V listopadu vystoupil na závěrečném ceremoniálu festivalu Mary – Kultura a umění hlavního města Turkic World v Turkmenistánu.
Své debutové EP vydal Dimash 1. ledna 2016. V tomto roce se objevil v různých televizních pořadech. Nazpíval píseň Labuť (Aqqwım / My Swan) v duetu s Mayrou Muhammad-kyzy. V únoru 2016 vybrala Evropská vysílací unie jeho ztvárnění Daididau v rámci programu Cesta kolem světa za 80 minut hudby věnovaného Světovému dni rozhlasu, který vysílají rozhlasové stanice z celého světa. V březnu Dimash zpíval se svými rodiči na koncertu Dne žen v Astaně a také se zúčastnil koncertu All Stars for My Beloved věnovaného Mezinárodnímu dni žen v kremelském paláci v Moskvě. V březnu a v dubnu absolvoval turné s Kazašským symfonickým orchestrem umění ve Vídni; vystupovali také v Mariboru ve Slovinsku a v Bělehradu v Srbsku, kde zpíval SOS d'un terrien en détresse a Daididau.
Qudaibergen absolvoval první velké turné od dubna do prosince 2016, kdy uspořádal 25 koncertů ve 25 regionech Kazachstánu na oslavu 25. výročí nezávislosti Kazachstánu, doplněné o dva koncerty v Kazani a Ufa v Rusku. Pojmenoval své turné Unforgettable Day, podle své vlastní stejnojmenné písně. Koncerty zahrnovaly širokou škálu písní v různých jazycích. V červenci 2016 byl pozván k vystoupení na zahajovacím ceremoniálu Slovanského bazaru (Slavic Bazaar) v Bělorusku, kde zpíval duet s Nagimou Eskalieva Bělověžský prales (Belovezskaja puscha), a byl také poctěn vztyčením vlajky festivalu. V roce 2016 působil Kudaibergen jako porotce v pěvecké soutěži Bala Dausy 2016 (Hlas dětí 2016). Mezi další významné úspěchy Qudaibergena v roce 2016 patřilo hostování na každoroční soutěži Zhas Kanat; a vystoupení Diva Dance na koncertu v Astaně, kterého se zúčastnil prezident Kazachstánu. Rapovou píseň I Am Kazakh předvedl s Jerbolatem a Allašulym na koncertu k 1000. jubileu Almaty. Vystoupil na akci UNESCO v Paříži a na festivalu turkické kultury v jihokorejském Soulu před prezidenty Jižní Koreje, Kazachstánu, Turecka, Kyrgyzstánu, Ázerbájdžánu a Turkmenistánu. Po boku barytonu Sundeta Baigožina vystupoval jako hostující zpěvák v televizní soutěži Velká Opera 2016 v Rusku s nezapomenutelnou písní Tu vas me detruire (Ty mne zničíš). V listopadu 2016 požádal Toleubek Alpijev, ředitel státního divadla Astana Opera, Qudaibergena, aby zde vystupoval jako operní zpěvák, a uvedl, že jeho hlas bude „ideální pro barokní operu“, ale Dimash se rozhodl zaměřit na současnou hudbu.

### 2017: SoutěžThe Singera sólový koncertBastau
Na začátku roku 2017 se Dimash objevil na základě doporučení režiséra Hong Tao v soutěži I am The singer čínské televize Hunan Television a podepsal smlouvu s Black Gold Talent v Pekingu. Ve 22 letech byl nejmladším účastníkem v historii show a soutěžil vedle profesionálních a nejprodávanějších čínských zpěváků na „divokou kartu“. Qudaibergenova matka později řekla, že doufala, že dosáhne alespoň střední fáze soutěže, on však její přání daleko předčil. Vyhrál epizody 1, 2 a 6 se svým provedením písní S.O.S d’un terrien en détresse, Opera 2 a Adagio. Dostal se do finále a skončil jako druhý za hongkonskou zpěvačkou Sandy Lam.

#### Zajímavosti z jednotlivých epizod The Singer
V první epizodě Singer 2017 Dimash zpíval píseň SOS d'un terrien en détresse. Díky vítězství v této epizodě se Kudaibergenovo jméno stalo známým na sociálních sítích a jeho úspěch se promítl do titulků zpráv v Číně, Kazachstánu i ve francouzských médiích a televizních programech. Vyhrál také druhou epizodu s vlastní verzí Vitasovy Opery 2. Třetí místo získal v epizodě tři ztvárněním písně Show Must Go On od Queen. Hunan TV a čínská média ho označila za „most pro kazašsko-čínskou kulturní spolupráci“. Mezi nahrávkami epizod tři a čtyři Qudaibergen vystoupil na zahajovacím ceremoniálu zimní univerziády v Astaně. Zde předvedl píseň ve stylu crossover od Sarah Brightmanové Question of honor (Otázka cti) s kazašskou operní pěvkyní Zarinou Altynbajevovou. V epizodě čtyři soutěže Singer 2017 předvedl svou vůbec první mandarínskou píseň Síla podzimu (Qiū yì nóng / Autumn Strong) a umístil se na třetím místě. Během vysílání epizody čtyři mu bylo umožněno setkání s Jackie Chanem, který byl od dětství jeho idolem. V šesté epizodě Dimash zvítězil s písní Adagio od Lary Fabian. V epizodě sedmé předvedl nezapomenutelné ztvárnění tradiční kazašské lidové písně Daididau za doprovodu souboru spolužáků z univerzity, kteří hráli na tradiční strunné nástroje, dombry. Qudaibergen a instrumentalisté vystupovali v tradičních kazašských kostýmech, shapanech. Představení zahájil hraním tradiční skladby s názvem Adai na dombře a poté pokračoval písní Daididau. Vystoupení bylo přijato s nadšením a vyvolalo zájem o kazašskou hudbu a kulturu v Číně. Dimash později v rozhovoru uvedl, že "se mohl znovu ujistit, že hudba nezná hranice“. Po odvysílání sedmé epizody se v televizi Hunan vysílal o Dimashovi dokument. V 10. epizodě zazpíval vlastní píseň Nezapomenutelný den (Umıtılmas kün / Unforgettable Day), jejíž část textu byla přeložena do mandarínštiny. Během několika dní se Nezapomenutelný den dostal na vrchol žebříčku Fresh Asia Music Charts. 5. dubna 2017 vydal svůj první čínský singl Bitva vzpomínek (Battle of memories), ústřední melodii ke stejnojmennému filmu. Ve dvanácté epizodě, v semifinále soutěže Singer, zpíval Qudaibergen v italštině píseň Confessa od Adriana Celentana a poté Diva Dance z filmu Pátý element. Umístil se na druhém místě a postoupil do finále. 12. dubna 2017 vydal svůj singl Go Go Power Rangers, ústřední melodii k filmu Power Rangers v Číně. Ve finále Singer 2017 zpíval Dimash v duetu s Laure Shang kompilaci písní A Tribute to MJ. Singer 2017 dokončil jako finalista. V závěrečné slavnostní čtrnácté epizodě Singer 2017 předvedl Dimash v kazašštině novou píseň Dej mi lásku (Maxabbat Ber Mağan / Give Me Love).
Během soutěže Singer se Dimash objevil v různých čínských televizních programech, včetně Happy Camp, My Boyfriend, A Superstar / Fan Fan Boyfriend  a Come Sing with Me (kde byli vybráni fanoušci, aby zazpívali se svým idolem) a měl mnoho dalších vystoupení v Číně. Mimo jiné na čínských Top Ten Music Awards v Šanghaji, kde získal svou první čínskou cenu, a to za „nejlepšího asijského zpěváka“; a na Top Chinese Music Awards v Shenzhenu, které jsou považovány za asijský ekvivalent cen Grammy. Zde předvedl Unforgettable Day za doprovodu Ouyang Nany (klavír) . Další slavnostní akcí bylo Setkání na hedvábné stezce, kterou uspořádalo velvyslanectví Kazachstánu a čínské ministerstvo kultury v Pekingu. Při návratu do Kazachstánu po skončení Singeru 2017 byl v Astaně přivítán s velkými ovacemi.
Po úspěchu v soutěži Singer 2017 se Qudaibergen objevil v mnoha televizních pořadech a veřejných akcích v Číně, Kazachstánu a Francii. Mezi jeho vystoupení ve Francii patřilo představení SOS d'un terrien en détresse v populární televizní show France 2 Les Années Bonheur; dále to bylo charitativní koncertování na Global Gift Galas v Paříži a Cannes, kam byl pozván čestnou předsedkyní nadace Evou Longoriou; účinkování na filmovém festivalu v Cannes a na slavnosti UNESCO Ruhani Zhangyru v Paříži.

#### Sólový koncertBastau
Dne 27. června 2017 uspořádal v kazašské Astaně svůj první velký sólový koncert Bastau (Začátek). Většinu tříhodinového koncertu doprovázel živý orchestr; hostujícími zpěváky byli Terry Lin, Loreen, Sophie Ellis-Bextor a Marat Aitimov; Dimash zpíval duety s Mairou Mukhamedkyzy, Kristinou Orbakaitė a svými rodiči. Spolu s populárními skladbami ze soutěže Singer 2017 debutoval také se svými novými písněmi Hvězdička (Juldızım / My Star), Kdo jsi (Kim eken / Without You), Poslední slovo (Söz soñı / Last Word) a Leyla. Bastau měl velký ohlas a byl zcela vyprodán.
V červenci byla D. Qudaibergenovi v Číně vydána nová píseň Oceán nad všemi časy (Ocean Over Time) jako ústřední melodie pro počítačovou hru Moonlight Blade. Tato píseň později získala cenu Hollywood Music in Media Award. Ve stejném měsíci zpíval na závěrečném ceremoniálu Slovanského bazaru ve Vitebsku v Bělorusku, kde jeho mezinárodní kariéra v roce 2015 začala a přednesl několik písní pro diváky Mezinárodního filmového festivalu Eurasia 2017 a jeho čestné hosty Nicolase Cage a Adriena Brodyho. Dne 16. září 2017 vystoupil Qudaibergen jako headliner na festivalu pod širým nebem Gakku v Almaty, kde se sešlo na 150 000 diváků. Před touto událostí byla jeho nejvyšší zaznamenaná nota G 7 v registru fistule, srovnatelná s Mariah Carey. Na festivalu v Gakku se překonal tím, že zazpíval D 8 během Unforgettable day. V roce 2017 začal kazašský krasobruslař Denis Ten, který byl olympijským medailistou a přítelem Dimashe, pro své bruslařské programy používat Dimashovo SOS d'un terrien en détresse.

### 2018: Pokračující úspěch v Číně a průlom v Rusku
V roce 2018 Qudaibergen pokračoval v mnoha představeních v Číně. Mezi nejvýznamnější patřily: galavečer jarního festivalu CCTV, kde předvedl Let čmeláka a Auld Lang Syne (v mandarínštině) za doprovodu klavíristů Wu Muye a Maksima Mrvici; Jasmine v duetu s držitelem ceny Grammy Wu Tongem na slavnosti čínského Nového roku. Diváky velmi zaujalo ztvárnění Hello Lionela Richieho, které zpíval jako hostující umělec na Singer 2018 a Daididau za doprovodu orchestru na slavnosti One Belt One Road Gala. Byl pozván jako host a performer na show Choose Big Star; předvedl You and Me v duetu s Wang Li na čínském festivalu Mid Autumn a měl premiéru svého prvního anglického singlu Screaming (Křik) na Idol Hits. V prosinci předvedl Nezapomenutelný den (Unforgettable Day) na finále Miss World 2018 a skladbu My Heart Will Go On od Celine Dion na mezinárodním filmovém festivalu v Hainanu. Zúčastnil se také televizní videosoutěže PhantaCity, kde hrál hlavní roli a zpíval písně Kdybych se už nenadechl (If I Never Breathe Again) a Když věříš (When You Believe).
V roce 2018 Dimash Qudaibergen uspořádal tři sólové koncerty; dva koncerty D-Dynasty ve Fuzhou a Shenzenu a sólový koncert v Londýně v rámci Dnů kazašské kultury. V květnu vystoupil na 71. filmovém festivalu v Cannes. V červenci pak opět na festivalu na Slavic Bazaar 2018 ve Vitebsku v Bělorusku jako porotce a hostující umělec a zpíval píseň SOS d'un terrien en détresse. V září se jako host zúčastnil mezinárodní soutěže pro mladé popové zpěváky Nová vlna (New Wave) v ruském Soči, kde poprvé předvedl píseň Hříšná vášeň (Greshnaja strast' / Sinful Passion) a na závěrečném ceremoniálu zazpíval Adagio. V závěru roku 2018 začal spolupracovat s renomovaným ruským skladatelem Igorem Krutojem a vznikl jejich první singl Láska unavených labutí (Ljubov' ustavšich lebedej / Love of Tired Swans). Následovalo mnoho představení v Rusku a v prosinci byla na každoročním galavečeru Píseň roku v Moskvě oceněna Láska unavených labutí jako nejlepší píseň roku 2018.

### 2019: SoutěžThe World's Bestv USA a sólový koncertArnau
V lednu se Dimash Qudaibergen jako člen poroty připojil k soutěži Super Vocal TV pro klasické zpěváky v Číně. Zpíval zde spolu s pěveckým uskupením Super vocal boys směs písní od Queen. Na začátku roku 2019 se zúčastnil talentové soutěže CBS The World's Best, ve které byl americkému publiku představen jako "Šestioktávový muž" (Six Octave Man) a „muž s největším hlasovým rozsahem na světě“. V konkurzu předvedl SOS d'un terrien en détresse a v souboji se zpívající jeptiškou Cristine All by Myself. Přestože útočil na první místo. odstoupil ze soutěže po svém vystoupení s písní Adagio v semifinále s tím, že chce nechat příležitost mladším umělcům (dvěma dalšími soutěžícími tohoto kola byli třináctiletý indický pianista Lydian Nadhaswaram a dvanáctiletá kazašská zpěvačka Daneliya Tuleshova). V březnu 2019 se konaly dva vyprodané koncerty v moskevském Kremlu.
Dne 13. června 2019 vydal v Číně své první album iD. To dosáhlo platinové desky během 37 sekund po vydání a trojnásobnou platinovou desku získalo během první hodiny po vydání. Brzy poté, 29. června 2019, uspořádal svůj druhý velký sólový koncert Arnau v aréně Astana v kazašském Nur-Sultanu a toto představení přilákalo diváky ze 64 zemí. V roce 2019 dále pokračovala spolupráce s Igorem Krutojem písněmi Mademoiselle Hyde, Láska podobná snu (Lyubov', pokhozhaya na son / Love is Like a Dream), Znej (Znaj / Know), Olimpico, Tam, kde žije láska (Tam, gde zhivet lyubov' / Where Love Lives), Vášeň (Passione), Ulisse (duet s Aidou Garifullinou) a Miluji tě tak (Ti Amo Così) s Aidou Garifullinou a Larou Fabian. V říjnu a listopadu vystoupil Qudaibergen jako hostující umělec na sérii koncertů k 65. narozeninám Igora Krutoje v New Yorku, Dubaji, Minsku a Düsseldorfu. 5. prosince 2019 byl Dimash oceněn jako Nejlepší zpěvák klasické hudby a získal zvláštní cenu za Objev roku na ruských národních hudebních cenách Victoria, které jsou považovány za ruský ekvivalent cen Grammy.
10. prosince 2019 Dimash Qudaibergen uskutečnil svůj první sólový koncert, pojmenovaný Arnau Envoy, ve Spojených státech amerických. Koncert proběhl v Barclays Center v New Yorku a byl zcela vyprodán. Bylo zde 19 000 diváků ze 63 zemí světa. V Rusku pak mezi vystoupení Dimashe v roce 2019 patřilo mimo jiné hostování na Nové vlně v Soči, na závěrečném ceremoniálu mistrovství světa World skills v Kazani a výročním koncertě Igora Krutoje Anniversary Gala on Ice (Na ledě - hudba s krasobruslením) v Moskvě. Qudaibergen měl také několik představení v Číně, včetně provedení písní skupiny Queen se Super Vocal finalisty ze soutěže The Singer 2019; účast na hudebním festivalu Mount Emei, na asijském kulturním karnevalu, na zahajovacím ceremoniálu Mezinárodního týdne akčních filmů Jackieho Chana (zde poprvé zpíval kazašskou lidovou píseň Samal Tau), na závěrečném ceremoniálu a udílení cen Mezinárodního filmového festivalu Silk Road a hostování v show Masked Singer China. Mezi další mezinárodní vystoupení patřila premiéra písně Olimpico (známá i pod názvem Ogni Pietra) na zahajovacím ceremoniálu Evropských her v běloruském Minsku a také reprezentace Kazachstánu na festivalu ABU TV v japonském Tokiu a představení SOS d'un terrien en détresse.

### 2020:Arnautour a omezení v souvislosti s covidem-19
Na začátku roku 2020 se Dimash objevil na několika vystoupeních v Číně (za zmínku stojí například píseň Opilá konkubína, kterou Dimash nazpíval s Li Yugangem, píseň byla představena v rámci Dragon TV Shanghai Spring Festival Gala 2020, nebo Jasmine (s virtuální/digitální vílou). Také natočil dva filmové soundtracky, písně Buď šťastný (Be happy) pro Vanguard s Jackie Chanem a Across Endless Dimensions (V nekonečných dimenzích), ústřední píseň k filmu Creators: The Past Across Endless dimensions, kde hrál Gerard Depardieu.
V únoru 2020 začala jeho Arnau Europe Tour, v březnu však byla přerušena v souvislosti s pandemií covidu-19. Neuskutečněné koncerty v Praze a Düsseldorfu byly přeloženy na březen 2021 a následně na duben 2022. V březnu Dimash ještě vystoupil s premiérou písně Tvoje láska (Your love) autorů Igora Krutoje a Lary Fabian na oslavě Dne žen v moskevském Kremlu, 11. března měl poslední koncert v Kyjevě na Ukrajině, kde překvapil publikum interpretací zlidovělé písně Afrikány (Čornobrivci).
Počas karantény natočil online formou videoklip Jsme jedno (We are one), jehož záměrem bylo sjednotil lidi v boji s nemocí covid-19 i poděkovat zdravorníkům. V dubnu získal Dimash, spolu s Igorem Krutojem, hlavní ocenění v anketě ZD Awards za nejlepší cover – přezpívání hitu Ally Pugačevy Láska podobná snu (Lyubov', pokhozhaya na son / Love is Like a Dream). 24. května měl být Dimash hostem na japonském jazzovém festivalu, vystoupení však bylo kvůli celosvětové situaci změněno na online přenos. V Dimashově podání zazněly SOS d'un terrien en détresse a Samal Tau. V červnu se objevil záznam Dimashova lednového vystoupení z pořadu čínské televize CCTV 1 Everlasting classic (Věční klasikové). Dimash zpíval starou čínskou báseň Společné sny přes tisíce mil (Thousands Of Miles A Common Dream).
Dne 1. července 2020 podepsal Dimash smlouvu s americkou agenturou pro podporu talentů IPZ, která by měla vyvíjet strategie pro jeho podporu u amerického publika. V témže měsíci se poprvé ujal režie svého videoklipu ke kazašské písni Och, má posvátná země (Quairan Elim / Oh, my holy land). Píseň je vysoko ceněna pro svoji vlasteneckou hodnotu a sounáležitost s rodnou zemí a lidem. V říjnu Qudaibergen zpíval na online koncertu k 60. výročí kazašského národního orchestru píseň Moje drahá (Karagym-ai).
V říjnu 2020 poprvé vstoupil na americkou MTV, kde se v pořadu Kevana Keenyho Friday Livestream stal jedním z nejžádanějších umělců, a to i přesto, že zde byl uveden s písní Och, má posvátná země (Quairan Elim / Oh, my holy land), kterou zpívá v kazaštině. Později pak byly zařazeny písně SOS d'un terrien en détresse a Across Endless Dimensions. V závěru roku se účastnil několika akcí v Moskvě, například Píseň roku a ceny Victoria, kde mimo jiné předvedl novou píseň Igora Krutoje Stýská se mi po tobě (Ja skučaju po tebe / I miss you), ke které bylo také natočeno hudební video. 28. prosince 2020 získal Dimash vítězství v nominaci National Color při vyhlášení hudební ceny Kazachstánu EMA 2020 televizního kanálu MUZZONE.

### 2021: Digitální show, inaugurace prezidenta USA a další události
V lednu 2021 vystoupil Dimash na svém prvním online koncertě nazvaném Dimash Digital Show. Během show zpíval kazašský umělec v 6 různých jazycích: kazašském, italském, francouzském, čínském, anglickém a ruském; kazašské písně tvořily právě polovinu skladeb. Kromě známých písní v nové úpravě zazněly i tři zcela nové písně Život pomine (Ömir öter / Life Will Pass), Posvátná země (Kieli Meken) a Buď se mnou (Be with me). Představení každé písně bylo doplněno zajímavými vizuálními efekty případně tanečním vystoupením. Vstupenky na koncert si zakoupili diváci z více než 100 zemí. Podle představitelů americké streamovací platformy TIXR show překonala všechny předchozí záznamy o prodeji vstupenek zahraničních umělců na této platformě.
Dne 17. ledna vystoupil Kudaibergen na zahajovacím týdnu oslavy inaugurace nově zvoleného prezidenta Joea Bidena ve Spojených státech amerických s písní Samal Tau, v den inaugurace 20. ledna bylo na oficiálních stránkách Sister Cities International uvedeno speciální představení Dimashe s písní SOS d'un terrien en détresse . Organizátor akce Sister Cities International podporuje vzájemnou spolupráci mezi městy mnoha států. Generální ředitel této organizace Leroy Allala poznamenal, že práce kazašského umělce spojuje lidi, jejich kultury a jazyky. V této souvislosti začal spolupracovat Dimash s projektem C.U.R.E.
31. ledna byla v rámci reprízy koncertu Dimash Digital Show představena světová premiéra videoklipu Golden. Video, které připomíná filmový příběh z budoucnosti, je ve stylu kyberpunk a obsahuje speciální efekty. Umělec se zde představuje ve zcela novém formátu. Díky snaze Dears se jméno Dimash Kudaibergen, vyleptané na mikročipu spolu se jmény dalších miliónů lidí, dostalo 18. února 2021 na Mars, kde přistál rover Perseverance.
Od 15. ledna do 4. června 2021 dobýval Dimash Qudaibergen průběžně žebříček Top 5 od MTV USA Friday Livestream. Po dobu 29 týdnů, od října 2020 do června 2021, byly Dimashovy videoklipy mezi pěti nejlépe honocenými hudebními videi MTV USA Friday Livestream. V žebříčku české hudební televize Óčko získaly hity Golden a Be with me první místo.
V březnu 2021 a květnu 2021 vydal Dimash Qudaibergen videa ke svým singlům pro kazašské oslavy, Jsme zlatí (Golden) pro Nauryz, společně s Amanat a Posvátná země (Kieli Meken) a Och, má posvátná země (Qairan Elim) ke Dni jednoty. V květnu 2021 vydal také nový videoklip k V nekonečných dimenzích (Across Endless Dimensions), soundtrack pro italský film Creators: The Past. V dubnu 2021 vydal Kudaibergen skladbu Buď se mnou (Be With Me), jeho singl  a nový videoklip . V červnu 2021 vydal novou instrumentální skladbu Řeka lásky (River of love) spolu s významným kazašským skladatelem Renatem Gaissinem. V červenci 2021 se Dimash účastnil jako porotce Slovanského Bazaru ve Vitebsku (Bělorusko), kde také vystoupil s písněmi Láska podobná snu (Любовь почожая на сон), Buď se mnou (Be with me) a V nekonečných dimenzích (Across endless dimensions).  . V srpnu 2021 se zúčastnil Dimash soutěže Nová vlna 2021 (New wave) v Soči , opět v roli porotce. Vystoupil zde se třemi novými písněmi Cizinec (Stranger), Odletím (Fly away) a Ave Maria.
V listopadu 2021 se píseň Dimash Kudaibergen „Fly Away“ umístila na 6. místě v hitparádě Billboard’s Hot Trending Songs, čímž se skladba stala jednou z 10 nejčastěji zmiňovaných skladeb na Twitteru. Také v listopadu 2021 provedl „Ikanaide“ (japonsky: いかないで) nebo „Don't Go“ od Kōji Tamakiho na 20. Tokyo Jazz Festival. Byla to jeho první píseň v japonštině.
Na závěr roku 2021 působil Dimash v Číně. Zde obohatil svým hitem Screaming Festival studentských filmů v Pekingu a písní Mr. Hyde Gala koncert věnovaný 10. výročí čínského časopisu pro životní styl. Na Mezinárodním filmovém festivalu Silk Road ve Fu-čou (Futzhou) zpíval dvě písně – rusky Я скучаю по тебе (Mně se stýská po tobě) a duet Nebe a země budou svědky s Cháng Shílěi. Na Gala koncertě čínské televize CCTV Global Chinese Music Charts Dimash vystoupil s písní The Crown a při oslavách Nového roku v čínské televizi dávali jeho duet se Zhangem Yingxiem Tisíc mil společný sen. Svou popularitu Dimash v Číně také utužil účastí v televizní reality show Super Shine Brother. Sólově vystoupil pouze s písní Stranger, se svým týmem Šestkrát rychlejší, než světlo předvedli rockovou variaci na Queen a píseň Řeka Su-čou.

### 2022: Koncerty Dimashe v Dubaji, Düsseldorfu, Praze, Almaty, účast na konferencích
Dimash uspořádal svůj první samostatný živý koncert od pandemie v Dubaji ve Spojených arabských emirátech 25. března 2022 v Coca-Cola Areně. Poté pokračoval v turné Arnau v Düsseldorfu 9. dubna 2022 a v Praze 16. dubna 2022.
V červenci Dimash oznámil své nové koncertní turné Stranger, které zahájil koncertem v Almaty v Kazachstánu 23. září 2022 na centrálním stadionu. Zde zazněla poprvé veřejně skladba Requiem: The Story of One Sky , jejíž videoklip měl první veřejnou premiéru na setkání s fanoušky 24. září 2022.
V květnu se Dimash zúčastnil konference Digital Life Design v Mnichově  , v říjnu se zúčastnil VII. kongresu představitelů světových a tradičních náboženství v Astaně, kde na předpremiéře zazpíval píseň The story of one sky. Od papeže Františka obdržel medaili. V listopadu vystoupil na konferenci TEDxGateway v Bombaji a v prosinci na fóru neziskové organizace Peace One Day. 
V roce 2022 Dimash Qudaibergen oficiálně představil tři písně: О’кей (Oukej) , Жалын (Plamen)  a Requiem: The Story of One Sky (Příběh jednoho nebe) .
2023: Stranger tour a první koncert v jihovýchodní Asii
Turné Stranger bylo zahájeno v Almaty v Kazachstánu 23. září 2022 v Almaty Aréně , poté pokračovalo v Jerevanu v Arménii 29. dubna 2023 v komplexu Karen Demirchyan  a v turecké Antalyi 6. května 2023 na výstavišti Antalya Expo Center. Zde spolu s Burakem Yetterem předvedli píseň Weekend.  Dimash absolvoval svůj debutový koncert v jihovýchodní Asii v Kuala Lumpur v Malajsii 24. června 2023 v Axiata Areně.  V závěru roku (23. prosince) v den 7. výročí příletu do Číny Dimash Qudaibergen vystoupil v rámci turné v Honk Kongu. Zde uvedl dvě nové písně – When I´ve got you (Když tě mám) a Smoke (Kouř). V dubnu 2023 uvedl na svém kanále nový videoklip k písni Together (Spolu) 
13. října 2023 se Dimash na stadionu Univerzity Akdeniz v Antalyi jako speciální host účastnil projektu DJ Buraka Yetera Vesmír.
Dimash se podílel v Číně na několika dalších programech: byl účastníkem Čínského mezinárodního fóra pro inteligentní komunikaci, na festivalu Zlatá Panda (Sečuan), na Mezinárodní filmovém festivalu Hedvábná stezka (Fu-čou). 
2024: Stranger tour pokračuje, porotce Virtuózů, nové písně, Vyslanec dobré vůle
Koncertní turné Stranger pokračuje v Budapešti (4. května), v Istanbulu (24. května), v Astaně, kde byla poprvé uvedena píseň Fire (Oheň). (13. a 14. září), v Praze (22. listopadu) a Dusseldorfu (24. listopadu) .V lednu 2024 pracoval jako porotce v soutěži mladých interpretů vážné hudby Virtuosos V4 v Maďarsku, kde zpíval duet s Placidem Domingem z opery Lovci perel .
V roce 2024 natočil Dimash Qudaibergen několik videoklipů. K písni When I´ve got you (Když tě mám) , Smoke (Kouř), Kieli Meken (Má posvátná země)  a mood videa: Omir (Život) s bratrem Mansurem, Smoke (Kouř), Ризамын тағдырға (Vděčný přízni osudu) .
V Číně vystoupil v řadě televizních pořadů, pro které nastudoval nové písně: Beauty and harmony (You rise me up, Pozvedni mě) , Singer - jako host předvedl dvě písně Lose control (Ztrácím se), Angel love (Andělská láska) , v pořadu Our song zpíval dva duety Red moon rules / 红月亮规则 (Rudý měsíc vládne; s Huan Xiaoyun)  a 成为诗人 / Become a poet (Staň se básníkem, s Gong Linou) , při příležitposti Svátku středu podzimu 仰世而来” / “I Came to Honor Mortal Life (S úctou k pozemskému životu, s Huan Xiaoyun) .
Dne 26. listopadu 2024 získal Dimash Qudaibergen v Dubaji významné ocenění: Cenu DIAFA 2024 za celosvětový přínos v oblasti umění a kultury. 
Dimash Qudaibergen se zapojuje do iniciativ, které zahrnují činy dobré vůle: v únoru se Dimash stává Velvyslancem dobré vůle pro migranty při OSN  , v dubnu pomáhá obětem záplav v Kazachstánu  v říjnu se stává Velvyslancem dobré vůle Kongresu představitelů světových a tradičních náboženství , v témže měsíci vystoupil na charitativním koncertě Virtuózú v Singapuru , v prosinci byl jmenován Velvyslancem dobré vůle Kazachstánu  .

## Rozsah a styl vokálu

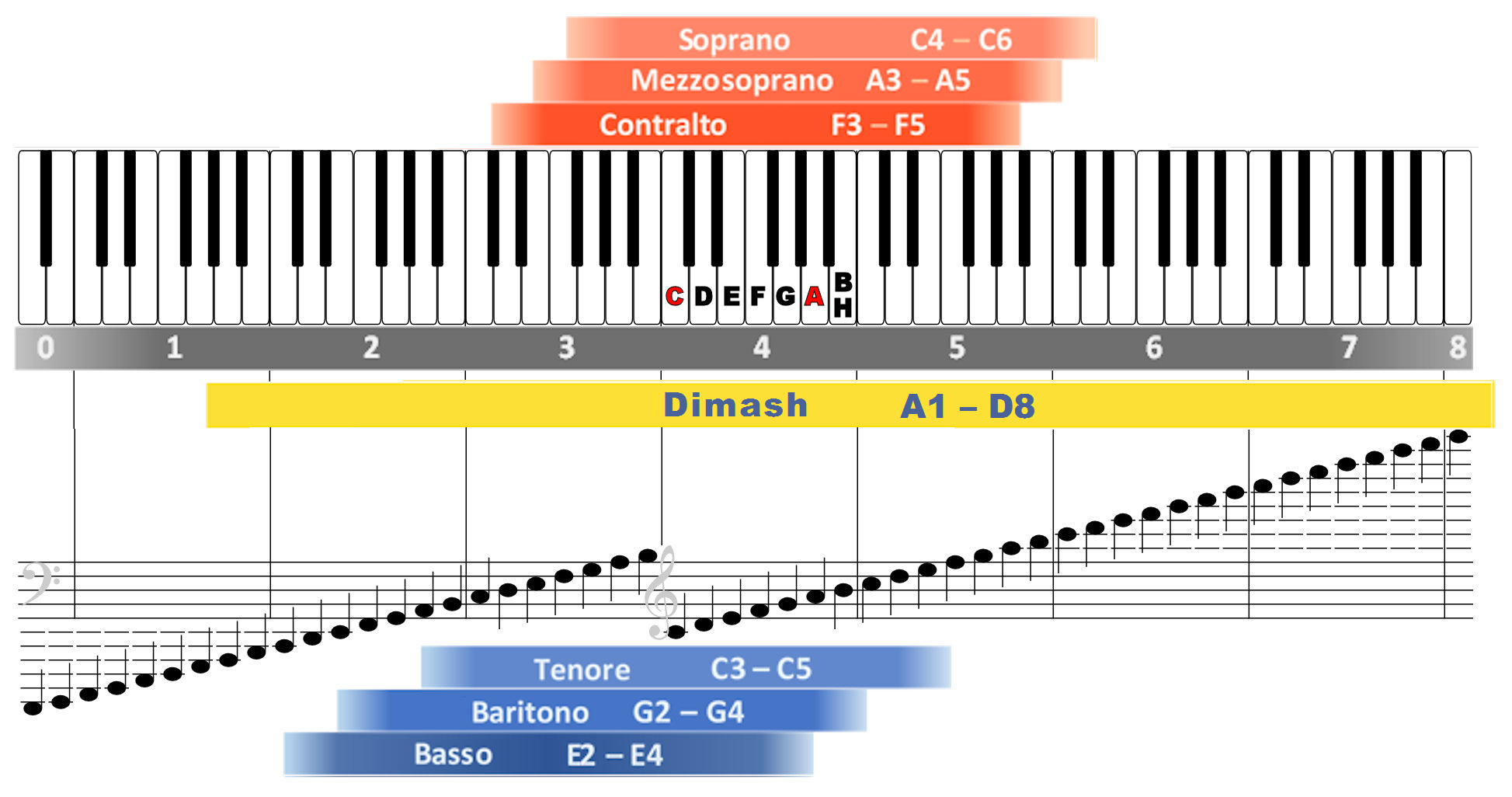
Hlasový rozsah Dimashe

Dimash Qudaibergen je známý svým širokým hlasovým rozsahem 6 oktáv a 5 půltónů (A1-D8). Dimash zpívá různé hudební žánry. Jeho hlavním žánrem je klasický crossover, ale také zpívá klasickou hudbu (bel canto), pop, folk a world music. Využívá hudební prvky, vokální styly a techniky mnoha dalších žánrů, včetně jazzu, rocku (například píseň Screaming), RnB, hudebního divadla a rapu. Typické je pro něj využití vysokých tónů (whistle register, fistule), a zpěv plným hlavovým tónem.

## Další aktivity

### Modeling
Dimash Qudaibergen byl tváří módních značek, figuroval v časopisech o životním stylu a módě. Objevil se na obálce časopisu Men's Health, Southern Metropolis, Starbox, Easy, L'Officiel Hommes, Ivyplume, Chic, Chic Teen, a Elle. Byl také uveden ve fotografických sériích jiných časopisů, včetně Cosmopolitan a OnlyLady a v módních videích například Obchod Elle a Cosmopolitan.

### Herectví
Qudaibergen účinkoval jako herec v několika čínských a ruských televizních produkcích.

### Pěvecké soutěže
Qudaibergen je iniciátorem každoroční dětské pěvecké soutěže Kazah Baqytty Bala. Působil také jako člen poroty u Bala Dausy, Slavic Bazaar a Super Vocal.

## Fankluby
Fanoušci Dimashe Qudaibergena zakládají fankluby po celém světě (především prostřednictvím sociálních sítí) a aktivně zpěváka podporují v jeho práci. Existují mnohojazyčné překlady Dimashových písní i rozhovorů na profesionální úrovni, včetně českých, které dělají jeho fanoušci. Dimash nazývá své fanoušky Dears, což vysvětluje takto: „Jsou tak oddaní a poskytují mi tolik podpory! Takže jsou mi velmi drazí. Jsou pro mě jako rodina. Stejně jako milujeme každého člena rodiny, miluji své fanoušky a vážím si jich a říkám jim mí Dears.“

## Humanitární pomoc
V roce 2015 uspořádal Dimash Qudaibergen v kazašském Atyrau charitativní koncert s názvem „Od srdce k srdci“, aby poskytl základní lékařské ošetření pětileté dívce. Na akci se také podílel kazašský popový zpěvák Dosymzhan Tanatarov. Podnikl benefiční vystoupení na Velkém charitativním plese 2015 v kazašských městech Shymkent, Kyzylorda a Uralsk. Akce organizovala Nadace Alpamys Sharimov a finanční prostředky byly věnovány dětem se sluchovým a řečovým postižením.
Na začátku roku 2016 se zapojil do kazašské kampaně „Udělejte dobro“, která poskytuje pomoc lidem se zdravotním postižením, nemocemi a finančními potřebami. V témže roce Dimash uskutečnil benefiční vystoupení na charitativním večeru „100 babiček a dědečků“ projektu „Zaman Are We“ v kazašské Astaně. Lidé z regionálních domovů důchodců byli pozváni jako čestní hosté a finanční prostředky akce byly použity na sociální, ekonomickou a lékařskou pomoc starým lidem. Qudaibergen věnoval veškeré zisky svého koncertu Unforgettable day, který se konal v jeho domovském městě Aktobe, regionální charitativní organizaci. Z prostředků koncertu bylo sedm rodin v nouzi zásobeno vodou, pomůckami, lékařskou péčí a oblečením. Pro obyvatele s invalidním vozíkem byla také zřízena rampa pro přístup vozíku. Benefičně vystoupil na Velkém charitativním plese 2016 v kazašském Uralsku. Čestnými hosty plesu byli dospívající studenti místní internátní školy pro studenty se zrakovým postižením. Několik z těchto studentů s ním zazpívalo píseň na jevišti a Qudaibergen také tančil ve valčíkové části akce se zrakově postiženými pozvanými hosty. Velký charitativní ples uspořádala Nadace Alpamys Sharimov a finanční prostředky byly věnovány dětem se zrakovým postižením, této internátní škole a místnímu domovu pro sirotky.
Na Top Chinese Music Awards 2017 v rámci kampaně „Love Recycling“ daroval oblek ze svého prvního vystoupení v soutěži Singer 2017 v televizi Hunan. Oblek vydražila platforma Jingdong a veškerý výtěžek byl věnován nadaci Care of Children Foundation pro děti s otravou krve olovem. Účastnil se charitativního koncertu na Global Gift Galas 2017 v Paříži a v Cannes. Byl pozván Evou Longoriou, čestnou předsedkyní Global Gift Foundation. Nadace poskytuje sociální a ekonomickou pomoc dětem, rodinám a ženám v nouzi. Qudaibergen se účastnil živého vysílání pro Live Connection Challenge, charitativní kampaně, kterou zahájili Hongdou Live a Weibo Public Welfare. Příjmy z kampaně byly věnovány Nadaci pro rozvoj audiologie v Číně, jejímž cílem je poskytovat sluchově a jazykovou rehabilitaci pro lidi se sluchovým postižením. Daroval podepsanou dombru na aukci čínské charitativní organizace Smile Angel Foundation, jejímž cílem je pomoci dětem narozeným s rozštěpem rtů a patra. Vystoupil na Velkém charitativním plese 2017 v Uralsku pořádaném Nadací Alpamys Sharimov. Konal se pod heslem „Láska ke všem“ a zisky byly věnovány těžce nemocným lidem v Kazachstánu.
Dimash se účastnil „Čínského národního charitativního koncertu pro vítr“ v Pekingu, který se konal pod heslem „Modlete se za rok“. Hostitelem byl Čínský dětský fond a Čínská nadace mládeže. Prostředky z koncertu byly použity na uskutečnění hudebních kurzů na čínských venkovských základních školách, které si je nemohly dovolit. Další charitativní akci Villa International „Beauty Touching“, na které Dimash vystoupil, uspořádali Čínský fond pro děti a mládež a „Mostní kultura“ (podporovaná Čínskou asociací pro ochranu nehmotného kulturního dědictví). Stal se vyslancem dobré vůle „Poslechového projektu“ Nadace pro rozvoj audiologie v Čínském svěřeneckém fondu, který poskytuje sluchadlová zařízení a vzdělávání dětem se sluchovým postižením. Charitativní vystoupení se konalo na zahajovacím galavečeru kazašské nadace Snow Leopard Foundation, jejímž cílem je zachránit ohroženou populaci leopardů a zachovat její přirozené prostředí vytvořením chráněných oblastí. Dne 19. listopadu 2018 uspořádal Qudaibergen sólový koncert v Londýně ve Velké Británii během Dní kazašské kultury ve Velké Británii. Veškerý výtěžek byl věnován na propagaci mladých talentů z Kazachstánu a sponzorování účasti mládeže na prestižních mezinárodních soutěžích. V rámci Šanghajského dne adopcí mazlíčků 2019 se Qudaibergen stal zastáncem iniciativy „Láska je doma“, jejímž cílem je zlepšit povědomí o problematice opuštěných mazlíčků a zvýšit adopci toulavých zvířat.
Na své 25. narozeniny navštívil dům s pečovatelskou službou pro seniory a tělesně postižené ve svém rodném městě Aktobe. Jak už je zvykem na jeho narozeniny od školních let, přinesl dárky a trávil čas s obyvateli. Také jim zazpíval bez doprovodu kapely. Několik dní před svým koncertem „Arnau“ dne 29. června 2019 v kazašské Astaně došlo k výbuchům poblíž kazašského města Arys, které způsobily zranění a ztráty na životech. Qudaibergen se rozhodl věnovat finanční prostředky ze svého koncertu obětem. Když pobýval v ruském městě Kazani v době svého vystoupení na WorldSkills 2019, navštívil místní dětský hospic, aby se setkal s vážně nemocnou fanynkou, která se kvůli chemoterapii nemohla zúčastnit koncertu.
Za pobytu v Kyjevě na Ukrajině během turné v Arnau věnoval oblečení a další věci do aukce pro ukrajinské Okhmatdytovo centrum pro pediatrickou toxikologii, jež má za cíl zachránit životy dětí s akutní otravou a také umožňuje hemodialýzu u dětí s nízkou váhou, s problémy se srdcem a s nestabilním krevním tlakem. Během pandemie covidu-19 v Kazachstánu poskytl Qudaibergen 102 potřebným rodinám v Nur-Sultanu a Aktobe pět tun jídla. V druhé polovině roku podpořil iniciativy @MichaelKors #FoodIsLove spojené s World Food Program (WFP) @WorldFoodProgramme. Jejich poslání vymýtit hlad ve světě poskytováním výživy dětem.
Dimash se také stal prvním velvyslancem největší neziskové organizace pro zdravotnické potřeby Project C.U.R.E, která dodává zdravotnické vybavení pro charitu do různých zemí. Část výtěžku z online koncertu «DIMASH DIGITAL SHOW» má být věnována organizaci na charitativní činnosti.